# Badminton bei den Island Games 2017
Badminton wurde bei den Island Games 2017 auf Gotland vom 25. Juni bis zum 30. Juni 2017 gespielt.

## Medaillengewinner
| Disziplin    | Gold | Silber | Bronze |
| ------------ | --- | --- | --- |
| Herreneinzel | Mark Constable | Jordan Trebert | Alexander Hutchings |
| Dameneinzel  | Jessica Li | Sara L. Jacobsen | Rannvá Djurhuus Carlsson |
| Herrendoppel | Albert Navarro Comes Eric Navarro Comes | Bror Madsen Jens Frederik Nielsen | Matthew Bignell Alexander Hutchings |
| Damendoppel  | Kimberley Clague Jessica Li | Caroline Gate Viktoria Olsson Meimermondt | Elena Johnson Chloe Le Tissier |
| Mixed        | Elena Johnson Ove Toennes Svejstrup | Chloe Le Tissier Jordan Trebert | Rannvá Djurhuus Carlsson Niklas Eysturoy |
| Team         | Guernsey Carys Batiste Maxine Fitzgerald Matthew Haynes Elena Johnson Kevin Le Moigne Chloe Le Tissier Paul Le Tocq Ove Toennes Svejstrup Emily Trebert Jordan Trebert | Jersey Matthew Bignell Mark Constable Elise Dixon Marilisa Garnier Cameron Ian Hunt Alexander Hutchings Natasha Hutchings Harrison Morley Emily Temple-Redshaw Lindsey Woodward | Isle of Man Alexandra Bell Jonathan Callow Kimberley Clague Adam Colley Neil Harding Abigail Li Jessica Li Philippa Li Matthew Nicholson Fingal Wattersson |